# Licuala malajana
Licuala malajana är en enhjärtbladig växtart som beskrevs av Odoardo Beccari. Licuala malajana ingår i släktet Licuala och familjen Arecaceae.

## Underarter
Arten delas in i följande underarter:
- L. m. humilis
- L. m. malajana